# Calibre neuf millimètres
Pour plus de détails, voir Fiche technique et Distribution.
Calibre neuf millimètres (Murder with Pictures)  est un film américain en noir et blanc réalisé par Charles Barton, sorti en 1936.

## Synopsis
Le photographe Kent Murdock se retrouve mêlé à une sombre histoire de meurtre. Il se met à dos sa fiancée, Hester Boone, en cherchant à aider la belle et mystérieuse Meg Archer à élucider un meurtre dont elle est le principal suspect.

## Fiche technique
- Titre français : Calibre neuf millimètres
- Titre original : Murder with Pictures
- Réalisation : Charles Barton
- Scénario : George Harmon Coxe, Sidney Salkow, Jack Moffitt, d'après une histoire de Jack Moffitt
- Production : A.M. Botsford
- Photographie : Ted Tetzlaff
- Montage : James Smith
- Direction artistique : Hans Dreier, John B. Goodman
- Décor : A.E. Freudeman
- Costumes : Edith Head
- Format : noir et blanc - image : 1,37:1 - pellicule : 35 mm - son : Mono (Western Electric Noiseless Recording)
- Pays d'origine : États-Unis
- Genre : Film policier
- Durée : 69 minutes
- Dates de sortie : 
  -  États-Unis : 25 septembre 1936
  -  France : 27 novembre 1936

## Distribution
- Lew Ayres : Kent Murdock
- Gail Patrick : Meg Archer
- Paul Kelly : I.B. McGoogin
- Benny Baker : Phil Doane
- Ernest Cossart : Stanley Redfield
- Onslow Stevens : Nate Girard
- Joyce Compton : Hester Boone
- Anthony Nace : Joe Cusick
- Joe Sawyer : inspecteur Tom Bacon
- Don Rowan : Siki
- Frank Sheridan : chef de la police
- Irving Bacon : détective Keogh
- Purnell Pratt : éditeur
- Edmund Burns : journaliste